# Лукас, Ангелина Александровна
Лукас Ангелина Александровна (12 марта 1997; Казахстан, Тараз) — казахстанская профессиональная спортсменка-боксёр в легком весе, мастер спорта международного класса, многократная чемпионка мира IBO, обладательница титулов: WBC international champion, UBO international champion, IBO World champion, WBF World, WIBF world, UBO World champion superfly.
Дебютировала в профессиональном боксе в 2021 году. В 2022 году провела 2 боя в профессиональном боксе, совершив рекордное достижение, за 3 боя по профессионалам завоевала титул чемпионки мира, крайний бой транслировался на американской платформе DAZN.

## Биография
Ангелина родилась 12 марта 1997 года в казахстанском городе Тараз. По национальности она немка, и в семье она первый ребёнок (есть младший брат).
Ангелина в детстве, а именно с 7 лет до 12 лет занималась бальными танцами, у неё были хорошие успехи в этом направлении, она выступала на сцене.
В 2012 году она захотела попробовать себя в боксе, туда отвела её бабушка.
Закончила гимназию «№ 24» в родном городе, получила высшее образование в 2019 году по специальности дипломат, владеет английским языком.
Множество родственников проживает в Германии, многие федерации бокса разных стран мира предлагали принять гражданство их стран, но при этом Ангелина остаётся верна родине.

## Любительская карьера
В 2012 году Ангелина записалась на секцию бокса в городе Тараз, хотела научиться постоять за себя, не думала что её так на долго затянет в бокс, но её встретил именитый тренер Казахстана Феликс Цой и сказал при всей команде ей приятные слова, что послужило дальнейшей мотивацией.
Уже в 16 лет были первые достижения, Ангелина стала чемпионкой области, в конце 2013 года смогла поехать на чемпионат мира в город Албена страны Болгария. Лукас с 16 лет уже попала в юношескую сборную, затем молодёжную.
В 2017 году Ангелина начинает тренироваться в городе Шымкент у Аргимбаева Рахманбека Мустафаевича, директора федерации города Шымкент и тренера, который внёс большой вклад в становление спортсменки, в завоевании золотых медалей как в Казахстане, так и за рубежом. Сам он всё детство занимался кикбоксингом, но оставил это дело из-за ухода в армию.
В 2018 году на день независимости Республики Казахстан, Лукас выиграла золото на кубке мира, где провела 3 сложных боя в городе Ханты-Мансийск, Россия.
Ангелина Лукас в 2019 полетела от сборной Казахстана на Кубок Эйндховена, Голландия, где одержала три победы. Завоевала Кубок для своей страны и была признана «Лучшей женщиной боксёром» Европы.
Представляла страну на лицензионном чемпионате Азии в городе Оман, Иордания в 2020 году. Также была информация в СМИ, что на бой против Лукас вышла не девушка, а парень из Таиланда.
В 2021-м году Лукас поехала на крупнейший турнир — мини чемпионат мира в Болгарию, город София. Турнир назывался «Странджа», где Ангелина одержала 3 победы. В первом бою Ангелина Лукас выиграла соперницу из Словакии, во втором бою выиграла сильнейшую боксершу из Узбекистана, обладательницу олимпийской лицензии Турсыной Рахимову и в третьем бою чемпионку Европы и призёра мира Лакра Миора Пирожок из Румынии, а в финале Ангелина сразилась со Стойкой Крастевой олимпийской чемпионкой из Болгарии (при равном бою отдали победу сильнейшей), при этом Ангелина показала себя блестяще. Ровно через 3 недели Ангелина Лукас летит на «кубок Босфора», город Стамбул, Турция, где завоевовает бронзовую медаль для Казахстана и в первом бою Ангелина выигрывает соперницу из Аргентины, во втором бою выигрывает соперницу из Польши, а в третьем полуфинальном бою также при равном бою, где всё же доминировала Ангелина Лукас, победу отдают сопернице из Турции Хатидже Акбас, но Ангелина за эти два турнира показала себя очень хорошо, была достойна ехать на чемпионат Азии в мае 2021 года после достижений, но на чемпионат Азии повезли другую боксершу из сборной.
Высокий уровень подготовки и побед за рубежом пришлись не по нраву казахстанской федерации бокса и соперницам в сборной. На этой почве возник серьёзный конфликт между спортсменкой и руководством сборной Казахстана. Несмотря на конфликт, Ангелину не смогли убрать со сборной, она оставалась действующим боксёром в Казахстане. Ангелина не стала долго раздумывать над этой ситуацией и решила перейти в профессиональный бокс.
В 2021-м году Ангелина Лукас бросила вызов всей казахстанской Федерация любительского бокса, так как её исключили не законно. Ангелина обратилась к президенту страны и написала письмо в министерство культуры и спорта. Лукас доказала свою правоту, но в сборной оставаться не захотела.
В декабре 2021 года дебютировала в профессиональном боксе, где выступила очень успешно, она сразу завоевала интерес у публике и СМИ.

## Профессиональная карьера
Дебютировала в Профессиональном боксе 19 декабря 2021 года, город Астана. Победила соперницу по решению судей из Украины Светлану Василевскую, призёра Чемпионата Европы.
Второй профессиональный поединок провела 22 октября 2022 года, где выиграла оппонентку из Украины Алёну Гурьеву и завоевала титул UBO International.
Третий профессиональный поединок Лукас провела 12 ноября 2022 года в Алматы и победила более опытного соперника из Танзании Лулу Кайаге. Лулу на момент боя с Лукас имела большой рекорд из 19-ти профессиональных боёв. Лукас одержала победу во втором раунде. Каяаге сдалась после второго раунда из за травмы. Лукас завоевала титул Чемпиона мира по версии UBO, всего за 3 боя в профессионалах, что является мировым рекордом. Бой транслировали на платформе DAZN.
30 апреля 2023 года, в Стамбуле Ангелина Лукас победила многократную экс-чемпионку мира из Мексики Ану Аррасолу у которой в карьере насчитывалось около 48 боев  (28-17-3, 14 КО) и завоевала титул WBC International в легчайшем весе.
25 августа 2023 года, Ангелина Лукас защитила титул UBO world champion, в городе Стамбул, против боксерши из Танзаний Стумаи Муки Пауло (7-4-0).
29 октября 2023 года, в Стамбуле Ангелина Лукас проиграла титульный бой Даниэле Асенхо (15-3-3, 2 КО) из Чили. Поединок состоялся в Стамбуле (Турция) и продлился все десять раундов, по итогам которых судьи отдали победу Асенхо. Но при этом изначально рефери поднял руку Лукас, после этого один из организаторов, стоящий сзади, что то сказал рефери и рефери поднял руку чилийки. Таким образом, чилийка завоевала вакантный титул WBC Silver в легчайшем весе, стоявший на кону боя.
31 января 2024 года, в Азербайджане( Баку) Ангелина завоевала титул чемпионки мира по версии WIBA в бою против Ромы Юсуф которая имела 5 побед подряд и не знала поражений из Пакистана. Титул исторический им много раз Владела Лейла Али.
29 февраля 2024 года Лукас в столице Таиланда Бангкок, одержала победу над  Кадесарой Джадпакди (7-3-0). Во втором раунде Кадесара упала от сильнейшей комбинации Лукас и ей отсчитали нокдаун, но после встала и бой продолжился до 4 раунда. В конце 4 раунда бой был остановлен рефери после избиения. Таким образом Лукас одержала седьмую победу на профессиональном ринге. 
30 марта 2024 года Лукас выступила на вечере бокса в Бангкоке (Таиланд) и сразилась с местной спортсменкой Танварат Саенгиамджит(8-4-1). Бой был запланирован на 8 раундов, и продлился всю дистанцию. Лукас победила единогласным решением судей и одержала свою восьмую победу на профессиональном ринге. 
25 апреля 2024  в Бангкоке (Таиланд) Лукас провела титульный поединок протв индийской спортсменки Мамты  Сингх (5-1, 2 КО). На кону стояло два пояса чемпионки мира во втором наилегчайшем весе по версиям WIBF и WBF. Бой закончился победой казахстанки техническим нокаутом в пятом раунде. Рефери остановил поединок после избияния Лукас оппонентки. Титулом WBF владел Рой Джонс, Эвандер Холифилд и Кларесса Шилдс. WBF и WIBF входят в чемпионский лист по версии Boxrec.
30 мая Лукас провела бой с против представительницы Индонезии Хармой Йести (1-3-1, 0 КО). Этот поединок прошел в наилегчайшем весе и был рассчитан на восемь раундов по две минуты. Он закончился победой Лукас единогласным решением судей.
6 октября 2024 года, Ангелина завоевала титул IBO World Super Fly в Бангкоке в бою против опытной спортсменки чемпионки мира по версии WBO (2019-2021) из Аргентины Анаи Лопез (21-2-0). Бой в Бангкоке против аргентинки оказался сложным: после 10 раундов плотного, жёсткого противостояния судьи отдали  единогласным решение победу Лукас. В конце 9 раунда Лопез даже оказалась на настиле ринге, после серий Лукас, но рефери не отсчитал нокдаун. Так как это случилось перед гонкой за несколько секунд. IBO один из основных и самых престижных  поясов мира, котором владел Рой Джонс, Геннадий Головкин 22 раза, Энтони Джошуа, Александр Усик, Канела Альварес, Кэти Тейлор.Лукас сотворила историю для Казахстана и стала первой женщиной боксёром в истории, кто смогла победить 6 раз подряд за год и за год завоевать 4 титула чемпиона мира и самое главное она первая женщина боксёр из Казахстана, которой удалось победить чемпионку мира по версии WBO. 
31 января 2025 года в Москве Ангелина провела рейтинговый, который завершился её досрочной победой. По истечении трёх раундов соперница из Нигерии Ayisat Oriyom (9-0-0) отказалась от продолжения поединка (до этого она была непобежденной). Бой транслировался на крупнейших телеканалах СНГ, включая МАТЧ ТВ, и вызвал большой интерес у зрителей.
Через неделю после триумфа в Москве Ангелина Лукас провела очередной бой 8 февраля 2025 года в самом центре Стамбула. В упорном противостоянии она прошла всю дистанцию в восемь раундов, продемонстрировав техничный и зрелищный бокс. Судейским решением победа была присуждена Лукас, которая одолела опытную соперницу Johana Zuniga (18-8-1) из Венесуэлы, Латинская Америка.  
Через 2 недели, 22 февраля 2025 года Ангелина провела бой на крупнейшем вечере бокса в Стамбуле и одержала третью победу за 20 дней, чего не удавалось никому. После двух раундов соперница из Боливии Yisenia Toco заявилa, что устала и ее тренер выбросил полотенце.

1 июня в родном Таразе Ангелина Лукас провела триумфальную защиту титула чемпионки мира по версии IBO. Соперницей казахстанки в реванше стала опытная чилийская спортсменка Даниэла Асенхо (17-4-3, 2 KO). Бой завершился после шестого раунда — угол Асенхо отказался продолжать поединок, признав полное доминирование Ангелины.
Эта яркая победа не только укрепила позиции Лукас, но и вывела её на вторую строчку мирового рейтинга. Сразу после боя Ангелина бросила вызов непобеждённой чемпионке — Габриэле Фундоре (16-0, 8 KO), обозначив свои амбиции на звание абсолютной чемпионки мира.

## Семья
Мать
Надежда Валентиновна Лукас 22 февраля 1973 года. С 6 по 11 класс занималась легкой атлетикой, но перед отбором в сборную получила серьёзную травму из за чего оставила спорт
Отец
Александр Альфредович Лукас родился 22 августа 1973 года. Служил в ВДВ, получил ранение. Инструктор по рукопашному бою
Брат
Валентин Александрович Лукас родился 2 февраля 2006 года. Профессионально занимается плаванием.

## Тренера
Феликс Тихонович Цой — Внес огромный вклад в становление Ангелины чемпионкой (первый тренер)
Тариель Джафаров — действующий тренер

## Награды и достижения
- Трёхкратная Чемпионка Казахстана по боксу г. Жезказган(2013), г. Уральск(2014), г. Павлодар(2015) — золото
- Чемпионка Кубка Мира г. Ханты-Мансийск страна Россия (2018) — золото
- Чемпионка Кубка Наций г. Сомбор страна Сербия (2018) — золото
- Бронзовый призёр чемпионата Казахстана г. Астана 2018 — бронза
- Бронзовый призёр Спартакиады г. Шымкент страна Казахстан 2019 — бронза
- Лучший боксер Европы г. Эйндховен (Голландия) 2019
- Участница Лицензионного чемпионата Азии г. Оман Иордания (2020)
- Финалистка чемпионата Казахстана г. Шымкент (2020) — серебро
- Мини чемпионат мира "Странджа " г. София страна Болгария(2021) — серебро
- «Кубке Босфора». г. Стамбул страна Турция (2021) — бронза
- Чемпионка мира в профессиональном боксе по версии UBO — г. Алматы страна Казахстан (2022)
- В 2022 году Лукас была признана победителем премии «NEMA FEST» и была признана лучшим блогером не только в Казахстане, но и в Азии. г. Алматы страны Казахстан
- Чемпионка по версии WBC international champion.
- 15 августа 2025 Ангелина была удостоена звания “Почетный деятель спорта PK”. В Астане она встретилась с министром туризма и спорта Ерболом Мырзабосыновым и из его рук получила государственную награду – “Почетный деятель спорта PK”

## Интересные факты
- В Казахстане Ангелину называют Барби, а СМИ сайты называют спортсменку сексуальной девушкой[37][38].
- Девушка придерживается здорового образа жизни — не пьёт алкоголь, не курит. Ходит в спортзал и правильно питается[39].
- Выходные боксёрша проводит с пользой — ходит на массаж и в бассейн[39].
- Ангелине нравится участвовать в фотосессиях[40].
- В январе 2022 года Ангелина сообщила своим поклонникам о том, что она снялась для журнала Playboy. О фотосессии она рассказала в соцсетях. «Друзья, всем привет. Хочу обрадовать вас. Скоро вы увидите меня на обложке журнала Playboy. Рада такому грандиозному опыту в модельном бизнесе. Так скажем. Дальше ещё больше, ещё выше и круче», — заявила Лукас[41].